# Dorfkirche Kalkhorst

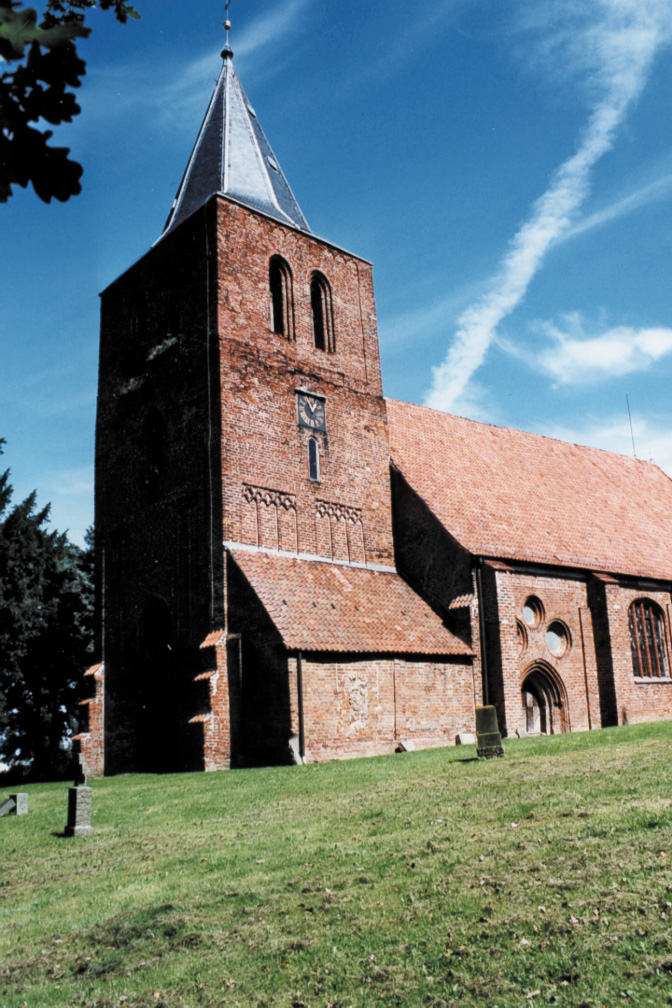
Die Dorfkirche in Kalkhorst

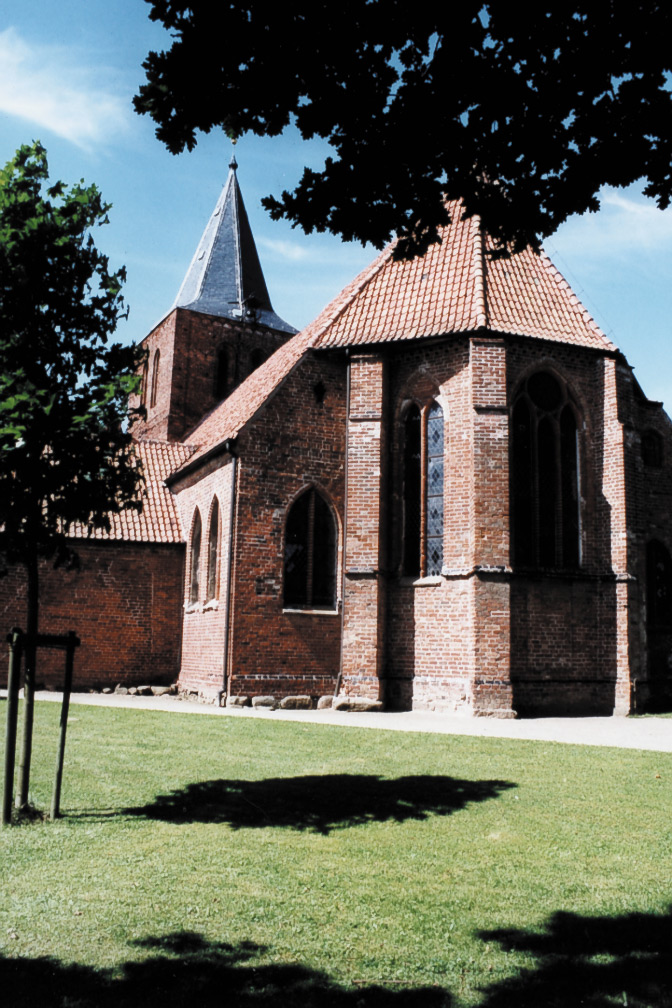
Blick auf den Chor

Die St. Laurentius geweihte Dorfkirche Kalkhorst ist eine backsteingotische dreischiffige Hallenkirche in Kalkhorst im Klützer Winkel des Landkreises Nordwestmecklenburg. Die Gemeinde gehört zur Propstei Wismar im Kirchenkreis Mecklenburg der Evangelisch-Lutherischen Kirche in Norddeutschland.

## Baugeschichte
Die Kirche entstammt dem 13. und 14. Jahrhundert und fällt wegen der Unregelmäßigkeit ihres Grundrisses und durch die vielen An- und Umbauten auf. Der quadratische Turm steht asymmetrisch vor dem ebenso asymmetrischen ersten Joch des Mittelschiffs. Auch die beiden niedrigeren Seitenschiffe schließen sich asymmetrisch an. Der Chor bildet vier Ecken eines Achtecks mit Strebepfeilern aus.
Der Chor wird aufgrund einer Grabinschrift für den Pleban Johannes Schwansee auf die Zeit um 1350 datiert und ersetzte einen Vorgängerbau. Das Kirchenschiff wird aufgrund der drei eigentümlichen runden Fenster über dem Südportal dem 13. Jahrhundert zugerechnet, ist also der ältere Teil des Bauwerks. Schlie ordnete die Entstehung des Turms zwischen der Fertigstellung von Kirchenschiff und Chor ein. Der achteckig gedrungen spitze Turmhelm stammt aus dem Jahr 1686. Die reichhaltigen Fresken der Ausmalung des Innenraumes stammen aus der Zeit der Spätgotik.

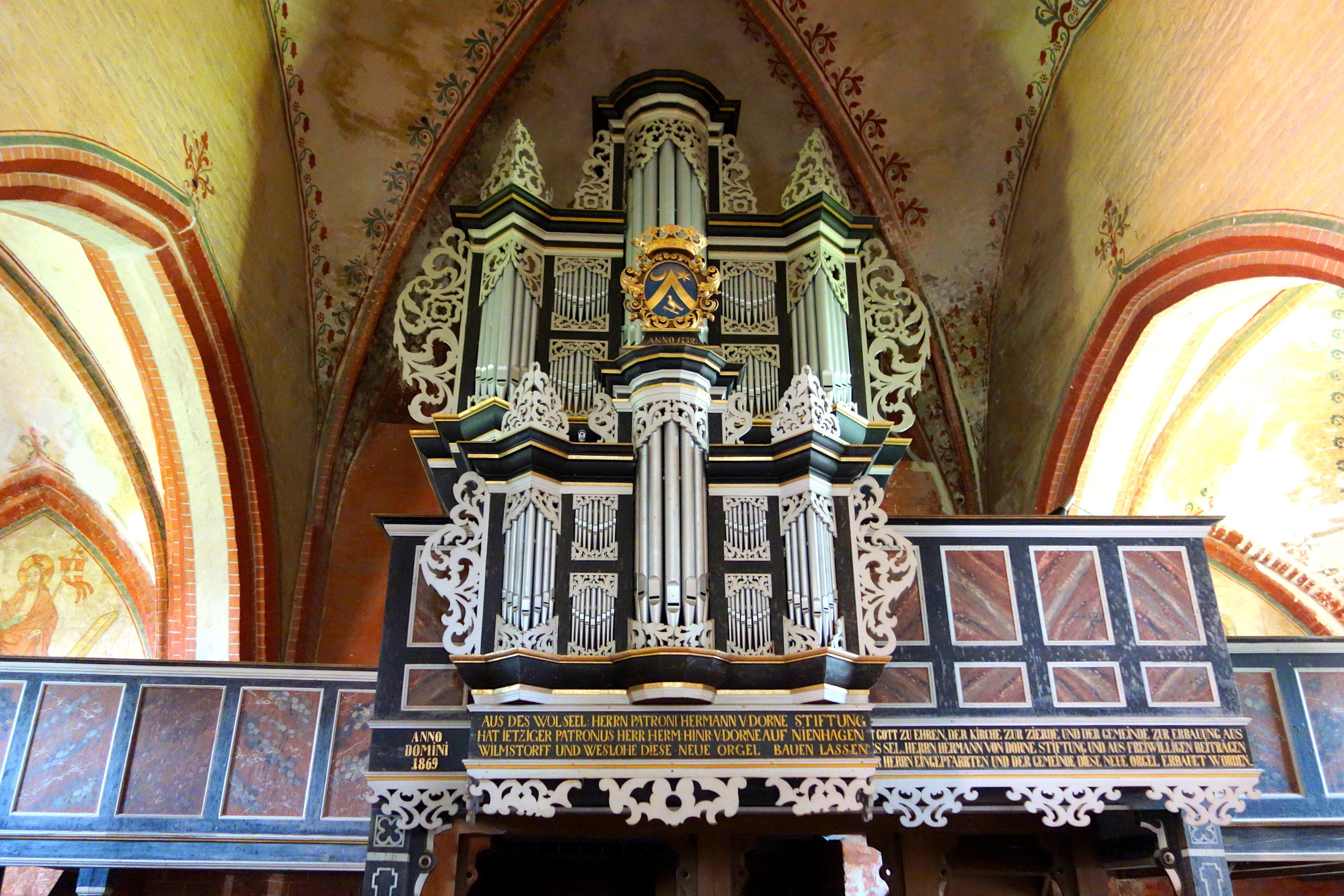
Orgel mit historischem Prospekt von 1732

## Ausstattung
Die vom Beginn des 18. Jahrhunderts stammende barocke Ausstattung umfasst den Hochaltar aus dem Jahr 1708, ein Werk Johannes Friedrich Wildes aus Wismar, der auch Werke in den Dorfkirchen von Gressow und Groß Trebbow schuf, die Emporen der eingepfarrten umliegenden Landgüter Kalkhorst, Nienhagen (heute: Neuenhagen), Rankendorf und Brook, den Orgelprospekt und die Kanzel.
Schon 1653 soll eine Orgel in der Kirche gewesen sein. Kanzel und Orgel gehen auf eine Stiftung der Lübecker Kaufmannsfamilie von Dorne zurück, die Hermann von Dorne († 1713) als Gutsherr von Nienhagen (und damit Inhaber des Kirchenpatronats), Wilmstorff und Wesloe zu Lasten seines Nachlasses anordnete und die den Unterhalt der Ausstattung dieser Kirche noch im 19. Jahrhundert finanziell mit absicherte. Die Orgel wurde in dem alten Gehäuse der 1732 vom Lübecker Orgelbauer Hans Hantelmann gebauten Orgel 1869 von Friedrich Wilhelm Winzer neu erbaut und hat heute 15 Register auf zwei Manualen und Pedal.
Die Disposition der Orgel lautet:
| I Manual C–f3 |       |              |
| Bordun        | 16′   | (Holz)       |
| Principal     | 8′    |              |
| Hohlflöte     | 8′    | (Holz)       |
| Gemshorn      | 4′    | (von Börger) |
| Octave        | 4′    |              |
| Flöte         | 4′    | (neu)        |
| Quinte        | 2 ⁄3′ |              |
| Octave        | 2′    |              |

| II Manual C–f3 |    |                              |
| Aeoline        | 8′ | auf Zusatzstock              |
| Viola di Gamba | 8′ | (C–H Holz)                   |
| Flauto dolce   | 8′ | (Holz, C–fis aus Liebl.Ged.) |
| Liebl: Gedact  | 8′ | (C–h Holz)                   |
| Gemshorn       | 4′ | (Metall)                     |

| Pedal C–d1   |     |        |
| Subbaß       | 16′ | (Holz) |
| Principalbaß | 8′  | (Holz) |
| Gedactbaß    | 8′  | (Holz) |

- ManualCoppel
- Pedal=Coppel
- Calcanten=Glocke

## Pastoren

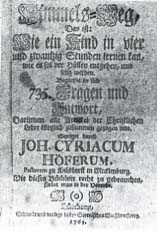
Buchtitel Höfers

Als Schriftsteller überregional bekannt wurde im 17. Jahrhundert der Kalkhorster Pastor Johann Cyriacus Höfer. Von 1803 bis 1826 war Georg Johann Simon Dreves Pastor der Kirche. Ihm folgte Friedrich Schliemann (1790–1861), der Vater von Adolph Schliemann und Onkel von Heinrich Schliemann, der 1832/33 im Kalkhorster Pastorat lebte.

## Weitere Bilder

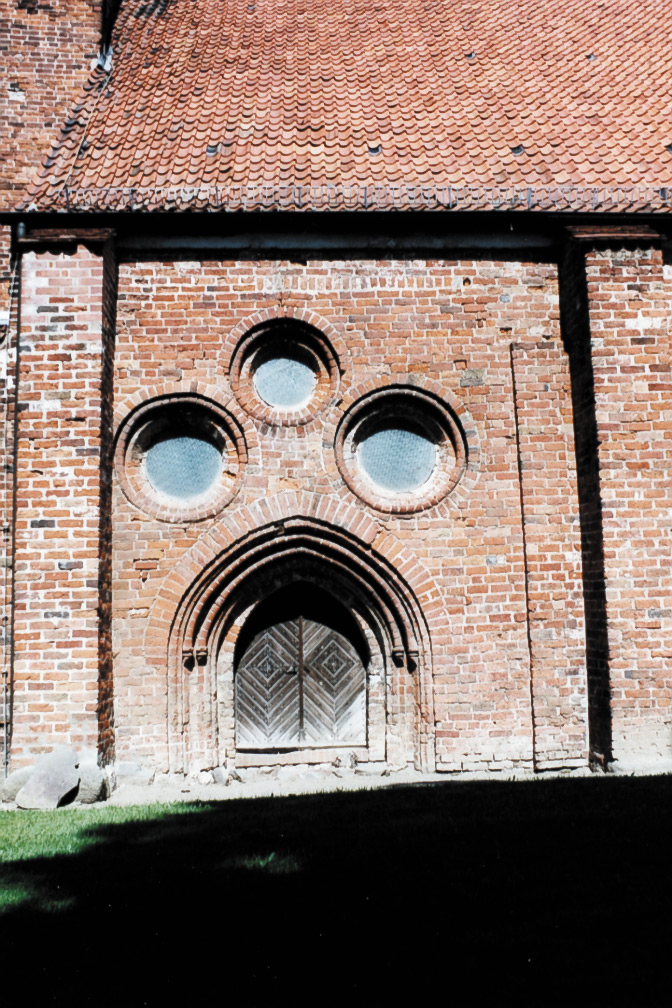
Südportal
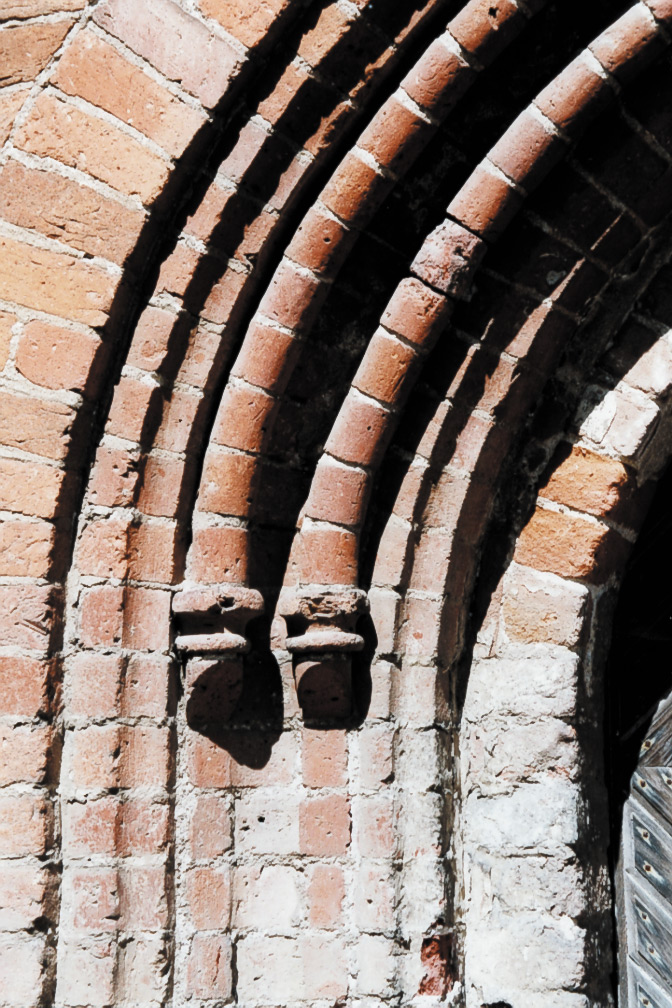
Detail vom Südportal
Plan von 1897